# Schraubenradgetriebe
Ein Schraubenradgetriebe ist ein formschlüssiges, mechanisches Zahnradgetriebe, bei dem die Wellenachsen windschief sind, also weder parallel (wie beim Stirnradgetriebe) noch einen Schnittpunkt haben (wie beim Kegelradgetriebe). Im Gegensatz zu Schneckengetrieben, bei denen die Achsen auch windschief sind, verwenden Schraubenradgetriebe auf beiden Achsen Schrägstirnräder und haben kleinere Übersetzungsverhältnisse (bis ca. 1:5).
Im Gegensatz zu Schrägstirnrad-Getrieben mit parallelen Achsen können bei Schraubenradgetrieben die beiden Zahnräder auch unterschiedliche Schrägungswinkel haben.
Bei Schraubenradgetrieben schieben sich die Zähne wie bei einem Schraubengewinde aneinander vorbei und übertragen so die Drehbewegung. Aufgrund der Punktberührung der Zähne und der starken Gleitreibung können diese Schraubenradgetriebe nur geringe Drehmomente übertragen und weisen höheren Verschleiß und einen schlechteren Wirkungsgrad als normale Zahnradgetriebe auf.